# Володар снів
«Майстер мрій» (англ. The Dream Master; 1966), спочатку опублікований як повість під назвою «Той, хто формує» — науково-фантастичним романом американського письменника Роджера Желязни. Желязни спочатку мав назву «Іди жовтересня». У 1965 році він отримав премію «Неб'юла» за найкращу повість (її розділив разом із «Деревом слини» Брайана Олдісса).

## Короткий зміст сюжету
Дія «Володаря снів» розгортається в майбутньому, в наслідок перенаселення та розвиток технологій утворився світ, де людство психологічно задихається під власною массою, перебуваючи у відносному фізичному комфорті. Цей світ дозрів до психотерапевтичних інновацій, таких як «нейропартисипатна терапія», на якій спеціалізується головний герой, Чарльз Рендер. Під час нейроучасті пацієнта підключають до гігантської симуляції, керованої безпосередньо свідомістю аналітика; потім аналітик працює з пацієнтом над конструюванням сновидінь — кошмарів, здійснення бажань тощо — які дають змогу зрозуміти глибинні неврози пацієнта, а в деяких випадках і можливість прямого втручання (наприклад, чоловік, який занурюється у світ фантазій, бачить його повністю зруйнованим руками Рендера, і таким чином «виліковується» від своєї одержимості ним).
Рендер, лідер у своїй галузі, береться за пацієнта з незвичайною проблемою. Ейлін Шаллот прагне сама стати нейропартисипативним терапевтом, але їй дещо заважає вроджена сліпота. Не маючи такого досвіду зорових відчуттів, як її пацієнти, вона не змогла б переконливо сконструювати для них візуальні сни; більше того, у випадку очної заздрості її власне невротичне бажання бачити очима своїх пацієнтів могло б завадити їй ефективно їх лікувати. Однак, пояснює вона Рендеру, якщо практикуючий нейропартисипативний терапевт захоче працювати з нею, він зможе піддати її повному спектру візуальних стимулів у контрольованому середовищі, вільному від її власної прив'язаності до цієї проблеми, і дати їй можливість продовжувати свою кар'єру.
Незважаючи на здоровий глузд і поради колег, Рендер погоджується пройти курс лікування. Але в міру того, як вони просуваються вперед, жага Ейлін до візуальної стимуляції продовжує зростати, і вона починає відстоювати свою волю всупереч волі Рендера, підпорядковуючи його своїм мріям.

## Екранізація
У 1981 році Желязни написав синопсис фільму за мотивами «Володаря снів», який був придбаний компанією 20th Century Fox і пізніше розроблений у фільмі «Пейзаж снів». Оскільки він написав синопсис, але не займався ані редагуванням, ані сценарієм, його ім'я не з'явилося в титрах. Твердження про те, що його ім'я було прибрано з титрів, є безпідставними.